# История почты и почтовых марок Черногории
История почты и почтовых марок Черногории включает периоды, соответствующие почтовым системам государств, в составе которых находилась территория Черногории (Османская империя, Югославия), независимой Черногории (1852—1918), иностранных оккупационных администраций времён двух мировых войн и современной Черногории (с 2005).

## Выпуски почтовых марок

### Ранний период

#### Монархическая Черногория
Первая регулярная перевозка почты в Княжестве Черногория была организована в середине XIX века между городами Цетине и Котором. В 1869 году с помощью России в Черногории была открыта первая телеграфная линия. Она связывала Цетине с городом Риека Черноевича.
Почтовая служба в современном понятии зародилась в Черногории в 1841 году, при князе Николе I Петровиче. В 1871 году была подписана почтовая конвенция между Черногорией и Австро-Венгрией. После подписания конвенции, по инициативе князя Николы I Петровича, в Черногорию был направлен австрийский почтовый служащий Пётр Суботич. Сразу по прибытии, Суботич составил Положение, предписывающее выполнение почтового договора между Черногорией и Австро-Венгрией. На основании этого положения были организованы почтовые перевозки. В апреле 1873 года в Цетине открылся первый почтамт.
В том же 1873 году в Вене была заказана первая серия из семи почтовых марок Черногории с портретом князя Николы I Петровича. Они поступили в обращение 1 мая 1874 года. Марки этой серии выпускались до 1893 года, выдержав четыре тиража.
Первые почтовые карточки были выпущены в Черногории в 1887 году; первый маркированный конверт в начале 1893 года.
В июле 1893 года к 400-летию книгопечатания в Черногории были выпущены первые коммеморативные марки. Они представляли собой надпечатку текста чёрной или красной краской: серб. «Прослава / 1493 1893 / Штампариjе» на марках первой серии.
В 1903 году почтовая администрация Черногории первая в Европе ввела перевозку почты на автомобилях.
Провозглашение Черногории королевством 28 августа 1910 года было отмечено серией из 12 памятных марок.
Последние знаки почтовой оплаты Черногории этого периода с портретом короля Николы I Петровича поступили в обращение в апреле 1913 года. Их изъяли после оккупации страны Австро-Венгрией в 1916 году. В том же 1916 году правительством Черногории в эмиграции была подготовлена серия из 19 марок, в том числе с надпечаткой «Слободна Црна Гора» («Свободная Черногория»). Однако в обращение эти марки не поступили.
После освобождения Черногории в 1918 году на её территории поступили в обращении марки Сербии, которые в 1921 году заменили марками Королевства сербов, хорватов и словенцев.

#### Австро-венгерская оккупация
Во время Первой мировой войны, в январе 1916 года, Черногория была оккупирована Австро-Венгрией. Первоначально использовались марки австро-венгерской полевой почты. В марте 1917 года на них была сделана надпечатка нем. «K.U.K. MILIT.-VERWALTUNG MONTENEGRO». В 1918 году на марках полевой почты была сделана надпечатка «Montenegro», однако эти марки не вышли в обращение.

#### Черногорская почта в Бордо
После оккупации Черногории в 1916 году австро-венгерскими войсками черногорское правительство переехало во французский город Бордо. При этом вся адресованная в Черногорию международная корреспонденция перенаправлялась в Бордо. На письма наклеивались специальные ярлыки для возврата отправителю. Всего известно три типа таких ярлыков: чёрный на синей бумаге с надписью фр. «RETOUR / A L’ENVOYEUR / S. P. / du M. / Bordeaux» («Возврат отправителю / Почтовая служба Черногории / Бордо»); чёрный на оранжевой бумаге с надписью «LE / DESTINATAIRE / N’A PU ÊTRE / ATTEINT / S. P. / du M. / Bordeaux» («Получатель не найден / Почтовая служба Черногории / Бордо»); синий на белой бумаге с черногорским гербом и надписью «MONTÉNÉGRO / (SERVICE DES POSTES EN FRANCE) / RETOUR A L’ENVOYEUR / LE DESTINATAIRE N’AYANT PU ÊTRE TOUCHÉ» («Черногория / (Почтовая служба во Франции) / Вернуть отправителю / Адресат отказался от получения»).
|                                                             |                                                                             |
| Почтовый конверт с ярлыками для возврата отправителю (1916) | Служебная марка правительства Черногории в эмиграции. Бордо, 1916 (Mi #99b) |

В качестве служебных почтовых марок для правительственной корреспонденции черногорское правительство в эмиграции с 6 по 27 июня 1916 года использовало французские почтовые марки 1900—1906 годов с контрольной надпечаткой «S. P. / du M. / Bordeaux». 28 июня французское почтовое управление запретило их применение.

### Оккупация во Вторую мировую войну

#### Итальянская оккупация
Оккупационные почтовые марки
Во время Второй мировой войны после немецко-итальянской оккупации Югославии в июне 1941 года Черногория была объявлена королевством под протекторатом Италии.
Первая серия из 14 марок оккупированной Черногории поступила в обращение в июне 1941 года. На марках Югославии 1939 года с портретом короля Петра II Карагеоргиевича была сделана надпечатка теста в три строки: «Montenegro / Црна Гора / 17-IV-41-XIX». В июне 1941 года на территории Черногории в обращение также поступили стандартные марки Италии с надпечаткой красной или чёрной краской «Црна Гора». В мае 1943 года были выпущены первые и единственные стандартные марки итальянской Черногории с оригинальными рисунками.
В январе 1942 года вышли первые почтово-благотворительные марки Черногории, сбор от которых шёл на борьбу с туберкулёзом. На марках Югославии 1940 года была сделана надпечатка в три строки итал. «Governatorato / del / Montenegro» («Губернаторство Черногория»).
Другие оккупационные марки
В июне 1941 года вышли первые авиапочтовые марки оккупированной Черногории. На авиапочтовых марках Югославии 1937 года была сделана надпечатка теста в три строки: «Montenegro / Црна Гора / 17-IV-41-XIX». Второй выпуск авиапочтовых марок состоялся в январе 1942 года, а в мае 1943 года вышли авиапочтовые марки оригинальных рисунков.
В июне 1941 года были также выпущены первые доплатные марки оккупированной Черногории. На доплатных марках Югославии 1931 года была сделана надпечатка теста в три строки: «Montenegro / Црна Гора / 17-IV-41-XIX». Так же в июне 1941 года на территории Черногории в обращение поступили доплатные марки Италии 1934 года с надпечаткой чёрной краской «Црна Гора».

#### Немецкая оккупация
После выхода Италии из войны территория Черногории, находившаяся под её контролем, в сентябре 1943 года была занята Германией. Управление Черногорией осуществляла полевая комендатура 1040, получившая вскоре официальное наименование Полевая комендатура Черногории.
10 ноября 1943 года было учреждено гражданское управление Черногорией — так называемый «Национальный комитет управления». Ему подчинялась земельная почта и почтамты в городах Бар, Будва, Цетине, Подгорица и Никшич.
22 ноября 1943 года для Черногории была выпущена серия из девяти марок. На марках Югославии 1939 года с портретом короля Петра II Карагеоргиевича была сделана надпечатка текста в четыре строки нем. «Deutsche / Militär- / Verwaltung / Montenegro» («Немецкое военное управление Черногорией») и нового номинала в итальянских лирах.
В мае 1944 года были выпущены почтово-благотворительные марки, представлявшие собой надпечатки на марках Югославии 1939 года и марках итальянской Черногории 1943 года в три или две строки «Flüchtlingshilfe Montenegro» (Помощь беженцам Черногории) и нового номинала в рейхсмарках.
Последняя серия из семи марок Черногории под немецкой оккупацией вышла 31 июля 1944 года. Это был почтово-благотворительный выпуск, сбор от которого шёл в фонд Красного Креста Черногории. Марки немецкого управления Черногорией находились в обращении до освобождения её территории в 1944 году.

#### Выпуски Котора
Во время Второй мировой войны в апреле 1941 года Котор и прилегающие территории побережья Черногории с другими городами была аннексирована и включена в состав Италии в качестве части итальянской губернии Далмации — провинции Каттаро. После выхода Италии из войны территория провинции Каттаро была оккупирована немецкими войсками. В Которе была образована немецкая военная администрация, создана почта.
Первые марки Котора под немецкой военной администрацией вышли в январе 1944 года. На марках Италии 1929 года из так называемой «Императорской серии» была сделана надпечатка текста в четыре строки: «Deutsche / Militar- / Verwaltung / Kotor» («Немецкая военная администрация Котора») и нового номинала в итальянских лирах.
В сентябре 1944 года регион был переименован в Бока Которска. В том же месяце вышла серия из четырёх марок с новым названием в виде надпечатки на марках Югославии 1939 года «Boka Kotorska» и нового номинала в рейхсмарках.
К выпуску в обращение была также подготовлена серия из шести марок оригинальных рисунков с надписью «Boka Kotorska» и номиналами в немецкой валюте. На миниатюрах были изображены карта Которской бухты, Собор Святого Трифона, этнографические сюжеты. Марки были отпечатаны в Вене. Однако поступить в обращение они не успели, так как Котор был освобождён в ноябре 1944 года Народно-освободительной армией Югославии. Почтовые служащие Котора были обвинены в пособничестве нацистам, а тираж марок уничтожили. Сохранившиеся комплекты марок Бока Которска ныне оцениваются в 15 тысяч евро каждый.

### В составе Югославии
25 июля 2002 года для Черногории, которая с 1 января того же года ввела на своей территории евро, были выпущены специальные почтовые марки. Это были три миниатюры повторяющие рисунки стандартных выпусков Югославии 1993 и 2001 годов с буквенными обозначениями номиналов, но в изменённых цветах. Они предназначались для оплаты внутреннего письма (А), заказного сбора (R) и письма в пределах Европы (E). Несмотря на то, что марки были выпущены для Черногории, они могли использоваться на всей территории Югославии.

### Современная Черногория
С 1945 по 2003 год на территории Черногории в обращении находились марки Югославии, а затем, с 2003 по 2006 год, — Государственного Союза Сербии и Черногории.
Первая серия из четырёх марок современной Черногории была выпущена 15 декабря 2005 года. На миниатюрах были изображены карта Черногории, здание первого парламента Черногории, государственные герб и флаг республики. Марки были отпечатаны в Сараево
В мае 2011 года состоялся первый совместный выпуск марок России и Черногории, посвящённый архитектуре. Сцепка состояла из двух марок, объединённых купоном. На миниатюрах были изображены Казанский кафедральный собор в Санкт-Петербурге и здание Русской дипломатической миссии в Цетине.

## Другие виды почтовых марок

### Доплатные марки
Черногорская почта выпускала собственные доплатные марки. Первые доплатные марки вышли в декабре 1894 года. На них была изображена цифра номинала в круге и дана надпись «Таксена биљега». Марки с этим рисунком переиздали в июле 1902 года. В июне 1907 года вышли доплатные марки с новым рисунком — корона и лавровый лист, номинал помещался на щитке.
Последняя серия из четырёх доплатных марок была выпущена в апреле 1913 года. Рисунок миниатюр был аналогичен рисунку стандартных марок, вышедших в то же время — портрет короля Николы I Петровича. Однако вместо надписи сверху «Краль Црнагора» на доплатных марках была помещена надпись «Портомарка».

### Марки для уведомления о вручении
Почта Черногории выпускала марки для уведомления о вручении. Их отличительными особенностями были литеры «A» и «R», помещённые в верхних углах. Первая подобная марка с портретом князя Николы I Петровича вышла в октябре 1895 года. В дальнейшем марки для уведомления о вручении выпускались в сериях стандартных марок в 1902, 1907 и 1913 годах.

## Иностранные почтовые отделения
С 1878 по 1880 год на территории Черногории в городе Улцинь работал австрийский почтамт. Там использовались марки австрийской почты в Османской империи.